# Honda Sōichirō

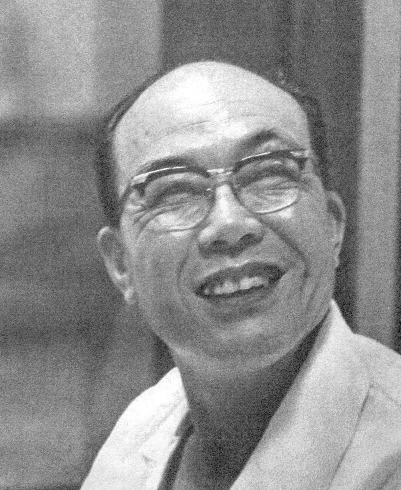
Sōichirō Honda

Honda Sōichirō (japanisch 本田 宗一郎; * 17. November 1906 in Kōmyō, Landkreis Iwata (heute: Hamamatsu), Präfektur Shizuoka, Japan; † 5. August 1991) war ein japanischer Unternehmer.
Im Jahre 1948 gründete Honda die Honda Corporation, die sich schnell zu einem der bedeutendsten Kraftfahrzeug- und Motorenhersteller entwickelte. Er blieb bis 1973 Präsident von Honda.

## Werdegang
Seine Kindheit verbrachte er in der Fahrrad-Werkstatt seines Vaters, welchem er bei den Reparaturen half. Im Alter von 16 Jahren ging Honda dann nach Tokio, wo er eine Lehrstelle in einer Autowerkstatt annahm. Dort arbeitete er sechs Jahre lang als Mechaniker, bis er im Jahre 1928 als 22-jähriger junger Mann wieder in seine Heimatstadt Kōmyō zurückkehrte, um dort seine eigene Werkstatt zu eröffnen.
Zu dieser Zeit begann Honda mit der Teilnahme an diversen Rennen, doch nach einem schweren Verkehrsunfall, bei dem er sich mehrere ernsthafte Verletzungen und Knochenbrüche zugezogen hatte, wurde er von seiner Frau aufgefordert, dieses Hobby aufzugeben.
Durch seine Arbeit in der Werkstatt nicht ausgelastet, gründete er 1937 Tokai Seiki Heavy Industry (TSHI), ein Unternehmen, welches Kolbenringe produzierte. Dieses verkaufte Soichiro Honda elf Jahre später (1948) zum Preis von 450.000 Yen an Toyota.
Noch im selben Jahr (1948) begann Honda als Präsident der Honda Corporation mit der Produktion von Motorrädern. Durch intelligente Marketingstrategien und hervorragende technische Leistungen gelang es dem Konzern wenige Jahre später zum Motorradhersteller mit den weltweit höchsten Verkaufszahlen aufzusteigen. Im Jahre 1959 startete Honda den Verkauf seiner Motorräder auch in den USA. Unter seiner Mitwirkung wurden 1963 auch Automobile, wie der Honda T360 und Honda S500 entwickelt. Sōichirō Honda war am 29. August 1963 persönlich anwesend, als der S500 auf einem Rheindampfer bei Koblenz erstmals der europäischen Öffentlichkeit vorgestellt wurde.
Bis zu seiner Pensionierung im Jahre 1973 blieb Sōichirō Honda Präsident des Unternehmens. Auch nach seinem offiziellen Austritt widmete er den Hauptteil seiner Zeit der Arbeit im Zusammenhang mit der Honda Corporation.
1991 wurde Honda mit der James-Watt-Medaille ausgezeichnet. Er starb im selben Jahr an einem Leberleiden.

## Ehrungen
- Aufnahme in die Motorcycle Hall of Fame[2]